# Тиберій Катій Цезій Фронтон
Тиберій Катій Цезій Фронтон (лат. Tiberius Catius Caesius Fronto; ? — після 109) — державний діяч часів Римської імперії, консул-суффект 96 року. За часів імператора Траяна відомий як красномовець.

## Життєпис
Походив з роду нобілів Катіїв. Про його батьків нічого невідомо. Здобув гарну освіту. У 91 році увійшов до жрецьких колегій арвальських братів. Його кар'єрі сприяли здібності красномовства, яке оцінив імператор Нерва. У 96 році став консулом-суффектом разом з Марком Кальпурнієм. Під час своєї каденції сприяв завершенню справ проти донощиків часів імператора Доміціана.
У 100 році виступав як захисник колишнього африканського проконсула Марія Приска стосовно здирництва. Його супротивниками були Тацит і Пліній Молодший. Фронтону не вдалося захисти Приска. Наприкінці 102 — на початку 103 року успішно захищав Юлія Басса, колишнього проконсула провінції Віфінія і Понт.
У 105—109 роках як імператорський легат-пропретор керував провінцією Фракія. Близько 109 року повернувся до Рима. Невдовзі після цього помер.